# Getting Away with Murder (album)
Getting Away with Murder is het vierde studioalbum van de Amerikaanse rockband Papa Roach. Het album kwam uit op 31 augustus 2004. Sinds dit album is de muzikale stijl van Papa Roach veranderd van nu metal naar meer hardrock en alternatieve rock. Het album werd platina in de Verenigde Staten in juli 2006 nadat er meer dan 1,14 miljoen stuks van verkocht waren. In januari 2007 werd het album goud in Canada nadat er meer dan 50.000 stuks van verkocht waren. De band bereikte met Getting Away with Murder de zeventiende plaats in de Amerikaanse hitlijst Billboard 200.
Dit is hun eerste album dat uitkomt bij het platenlabel van Geffen nadat deze hun vorige platenlabel DreamWorks kochten. Het nummer Blood (Empty Promises) komt voor in de film Saw II. Het nummer Getting Away with Murder komt voor in de aftiteling van de film The Chronicles of Riddick en in de intro van het videospel MechAssault 2: Lone Wolf.

## Nummers
Alle muziek en teksten zijn geschreven door Jacoby Shaddix en Tobin Esperance, tenzij anders aangegeven. 
| 1.                 | Blood (Empty Promises)                                        | 2:55 |
| 2.                 | Not Listening                                                 | 3:09 |
| 3.                 | Stop Looking Start Seeing                                     | 3:07 |
| 4.                 | Take Me                                                       | 3:26 |
| 5.                 | Getting Away with Murder (Shaddix, Esperance en Jerry Horton) | 3:12 |
| 6.                 | Be Free                                                       | 3:17 |
| 7.                 | Done with You                                                 | 2:52 |
| 8.                 | Scars                                                         | 3:28 |
| 9.                 | Sometimes (Shaddix, Esperance, Dave Buckner en Horton)        | 3:07 |
| 10.                | Blanket of Fear                                               | 3:21 |
| 11.                | Tyranny of Normality                                          | 2:40 |
| 12.                | Do or Die (Shaddix, Esperance, Horton)                        | 3:25 |
| Totale duur: 38:01 |                                                               |      |

| Nr. | Titel                                                           | Duur |
| --- | --------------------------------------------------------------- | ---- |
| 13. | Harden Than a Coffin Nail (Shaddix, Esperance, Buckner, Horton) | 3:28 |
| 14. | Caught Dead (Shaddix, Esperance, Buckner, Horton)               | 3:04 |
| 15. | Take Me (Live)                                                  | 3:29 |

## Bandleden
- Jacoby Shaddix – leadzang
- Jerry Horton – gitaar, achtergrondzang
- Tobin Esperance – basgitaar, achtergrondzang
- Dave Buckner – drums, percussie

## Hitnoteringen

### Album Top 100
| "Getting Away with Murder" in de Nederlandse Album Top 100 – binnen: 04-09-2004 | "Getting Away with Murder" in de Nederlandse Album Top 100 – binnen: 04-09-2004 | "Getting Away with Murder" in de Nederlandse Album Top 100 – binnen: 04-09-2004 | "Getting Away with Murder" in de Nederlandse Album Top 100 – binnen: 04-09-2004 | "Getting Away with Murder" in de Nederlandse Album Top 100 – binnen: 04-09-2004 |
| Week                                                                            | 1                                                                               | 2                                                                               | 3                                                                               | 4                                                                               |
| ------------------------------------------------------------------------------- | ------------------------------------------------------------------------------- | ------------------------------------------------------------------------------- | ------------------------------------------------------------------------------- | ------------------------------------------------------------------------------- |
| Nummer                                                                          | 38                                                                              | 40                                                                              | 65                                                                              | 75                                                                              |